# Léonard Victor Charner
Léonard Victor Joseph Charner, né le 13 février 1797 à Saint-Brieuc et mort le 7 février 1869 à Paris, est un amiral de France, grand-croix de la Légion d'honneur et médaillé militaire.
Il participe à de nombreuses campagnes sous la Restauration, la monarchie de Juillet et le Second Empire. Il se distingue particulièrement au cours de la guerre de Crimée en 1855 puis comme commandant en chef des forces navales dans les mers de Chine et durant la campagne de Cochinchine en 1861. Il est également député en 1849, et sénateur de 1862 à sa mort.

## Biographie

### Famille
Léonard Victor Charner est le fils d'un distillateur d'origine suisse établi à Saint-Brieuc. 

### Formation
Il est admis à l'école impériale de la Marine de Toulon en février 1812.

### Restauration et monarchie de Juillet
Nommé aspirant de première classe au début 1815, il est promu enseigne de vaisseau en 1820, puis lieutenant de vaisseau en 1828.
Il effectue de nombreuses campagnes et participe notamment à l'expédition d'Alger (1830), où il consigne le résultat de ses observations dans un mémoire sur la durée des évolutions navales.
Après avoir reçu (1832) la croix de la Légion d'honneur à la prise d'Ancône, il passe capitaine de corvette en 1837, et accompagne, comme second de la Belle Poule, le prince de Joinville à Sainte-Hélène, lorsque cette frégate rapporte les cendres de l'empereur Napoléon Ier. Il sera l'un des 13 Français présents lors de l'exhumation de la dépouille impériale.
Capitaine de vaisseau en 1841, et bientôt officier de la Légion d'honneur, il fut chargé, dans les dernières années du règne de Louis-Philippe Ier de divers commandements à la mer.

### Deuxième République
Le 13 mai 1849, M. Charner est élu représentant des Côtes-du-Nord à l'Assemblée législative, le 3e sur 13 ; il siégea dans les rangs de la droite, et se rallia à la politique du prince-président. Membre de la commission d'enquête sur la marine, il se mêla souvent à la discussion des questions techniques.
En même temps que représentant des Côtes-du-Nord à la Législative, il est membre du conseil général du même département.

### Second Empire
Après « le 2 décembre », il est nommé chef d'état-major du ministre de la marine, Théodore Ducos. Promu au grade de contre-amiral le 3 février 1852, puis commandant en second de l'« escadre de l'Océan » en juillet 1853.

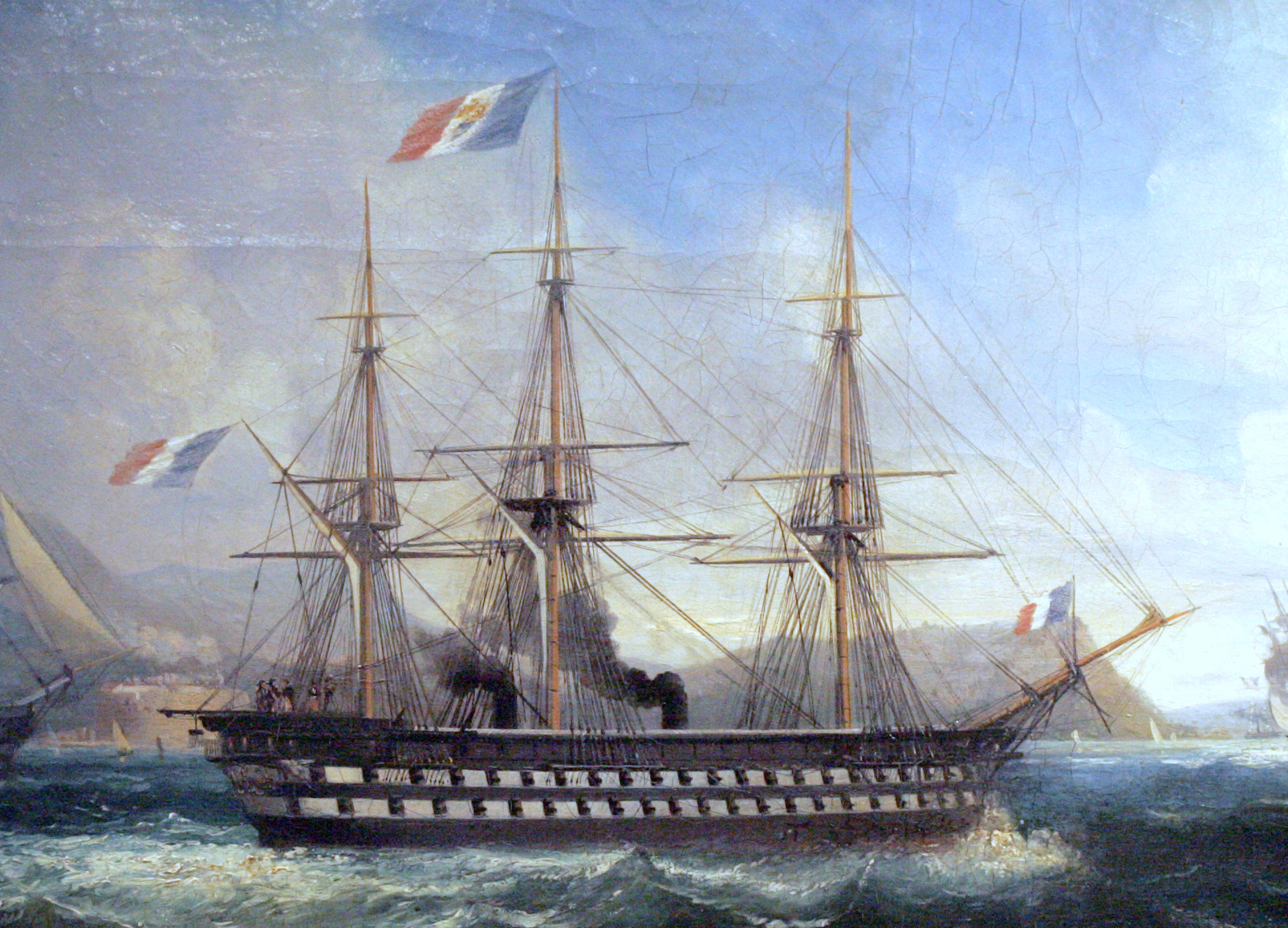
Le Napoléon à Toulon en 1852, Barthélemy Lauvergne, vers 1860, Musée national de la Marine (Paris).

Il se distingue pendant la guerre de Crimée : il participe aux opérations de Yalta, et, le 17 octobre 1854, où il eut à soutenir contre les batteries de mer de Sébastopol, un combat des plus rudes : le Napoléon, qu'il montait, brave pendant cinq heures les feux du fort Constantin, tire 3 000 coups de canon et reçoit 100 boulets dans sa commune[précision nécessaire].
Vice-amiral le 7 juin 1855, il devient membre du Conseil des Travaux de la Marine, qu'il préside de 1858 à 1860.
Le 4 février 1860, le vice-amiral Charner reçoit le commandement en chef des forces navales dans les mers de Chine, le plus grand commandement maritime qui ait été exercé en France depuis le Premier Empire. Il seconde les opérations du corps expéditionnaire , lors de la seconde guerre de l'opium et après avoir dirigé le débarquement des troupes au Peïo, il attaque avec ses canonnières (5 août) les forts qui défendaient l'entrée de la rivière. Commandant en chef et plénipotentiaire en Cochinchine du 6 février au 29 novembre 1861, il participe à ce titre à la conquête de la Cochinchine, lors de laquelle il a pour aide de camp, attaché à son état-major, l'enseigne de vaisseau Henri Rieunier, futur amiral et ministre de la marine. Il est blessé à la bataille de Ki-Hoa, mais organise la colonie avant d'être rappelé en France à la fin de l'année 1861.
Il est élevé à la dignité de grand-croix de la Légion d'honneur le 10 février 1861,, puis décoré de la médaille militaire le 28 novembre 1861.

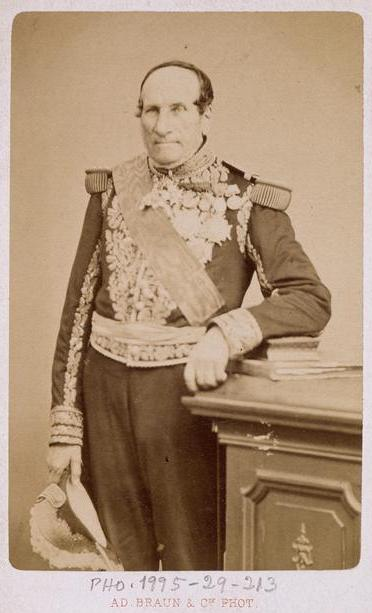
Amiral Charner (1797-1869), sénateur, par Adolphe Braun (1812-1877).

L'amiral Charner est nommé sénateur le 12 février 1862 : il siège jusqu'à sa mort parmi les défenseurs du régime impérial.
Léonard Victor Charner est élevé à la dignité d'amiral de France le 15 novembre 1864.
Il meurt à Paris le 7 février 1869. Ses obsèques ont lieu aux Invalides à Paris. Il est inhumé dans sa ville natale de Saint-Brieuc, dans le cimetière Saint-Michel.

## Résidences
En 1840, il achète la malouinière de La Haute-Motte, dans la région de Saint-Suliac (35).
En 1857, il fait construire un manoir avec chapelle et corps de garde sur des terrains alors proches de dunes mais qui seront par la suite au cœur du Val-André, partie balnéaire de Pléneuf créée à partir de 1880. Une des principales rues porte son nom et son patrimoine est devenu par achat en 1954, le parc de l'Amirauté.

## Décorations
- Médaille militaire (28 novembre 1861) en tant qu'officier général[6]
- Grand-croix de la Légion d'honneur (10 février 1861)[7]
- Médaille commémorative de l'expédition de Chine (1860)
- Médaille de Crimée

## Hommages
Plusieurs navires de guerre de la Marine française ont porté le nom de Léonard Victor Charner :
- Le croiseur cuirassé, Amiral Charner torpillé par les Allemands près des côtes syriennes le 8 février 1916 (374 morts) ;
- Un aviso colonial ;
- Un aviso-escorteur construit à Lorient à la fin des années 1950. Lancé le 12 mars 1960 l'aviso-escorteur Amiral Charner a été affecté à la division des avisos du Pacifique et fut basé à Papeete de 1963 à 1980. Retiré du service actif en 1990, il reprend la mer en 1991, sous pavillon uruguayen, sous le nom de Montevideo.
- L'une des principales artères de Saïgon fut baptisée en son honneur jusqu'à l'indépendance du Viêt Nam. Le Boulevard Charner s'appelle aujourd'hui Rue Nguyen Hue
- Trois timbres à son effigie ont été émis en Indochine en 1943 dans la "série des marins"[8].

## Iconographie
On connaît deux portraits de l'amiral Charner :
- un tableau d'Eugène Faure, conservé à Versailles, au musée national du Château de Versailles et des Trianons ;
- un tableau d'Adolphe Dervaux, conservé à Saint-Brieuc, au musée d'art et d'histoire des Côtes-d'Armor.